# Stora Pölsan

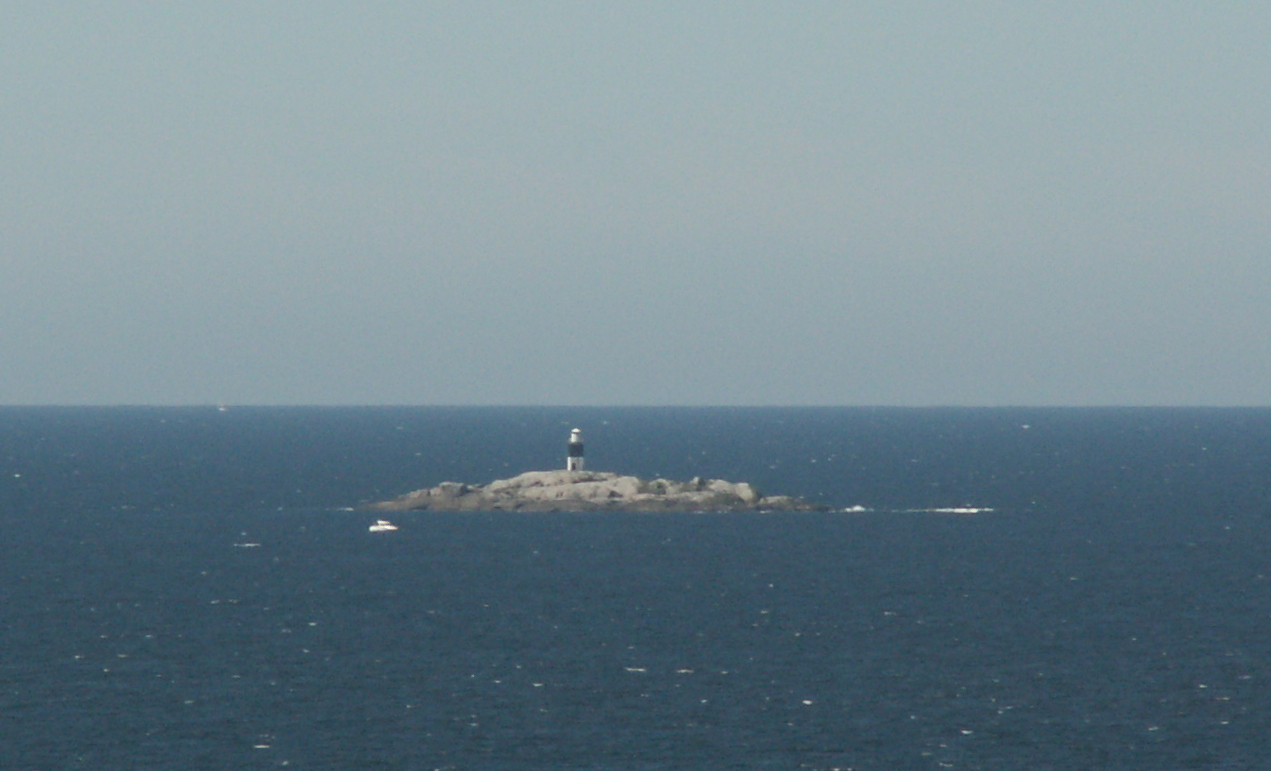

Stora Pölsan är en mindre ö i Kattegatt, cirka 5 kilometer väster om Rörö i Öckerö skärgård. På ön finns det sedan 1934 en fyr. Namnet innehåller det dialektala ordet pölsa ’korv’ som syftar på skärets form.
Ön blev uppmärksammad 1943, då den försvunna ubåten HMS Ulven hade förlist i närheten, troligen efter att ha gått på en tysk mina. 